# 巽丘站

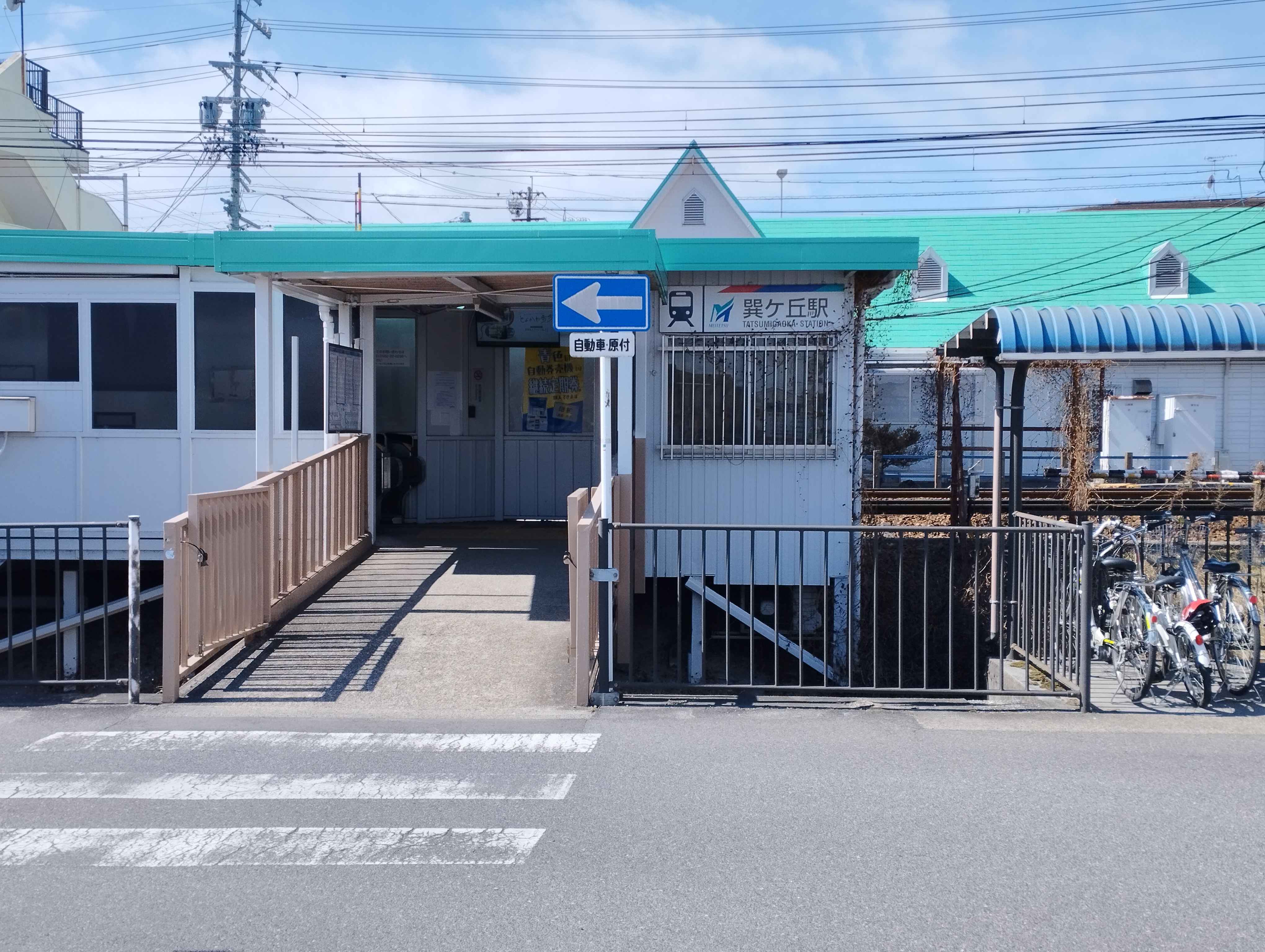
東口（2024年3月）

巽丘站（日语：／ Tatsumigaoka eki */?）是位於愛知縣知多市巽丘三丁目，名古屋鐵道（名鐵）的河和線車站。車站編號為KC05。

## 歷史
此站是由於名鐵發展團地而啟用。在開業常初是急行停車站（現時為快速急行停車站，部分時段為特急特別停車站）。車站名稱是來向附近的團地名「巽丘」，而團地的名稱是由於此團地是位於名古屋市東南方的巽方角（東南方）。
- 1955年（昭和30年）7月10日 - 車站啟用。當時車站大樓位於太田川方向月台旁。
- 1987年（昭和62年） - 新設東出口車站大樓。
- 1996年（平成8年）4月 - 西出口車站大樓重建[2]。
- 2006年（平成18年）
  - 7月14日 - 車站可以使用交通儲值卡「Trans Pass（日语：トランパス (交通プリペイドカード)）」。
  - 10月 - 兩方向的月台擴寬以及加設無障礙設施。
- 2011年（平成23年）2月11日 - 車站可以使用「manaca」IC卡。
- 2012年（平成24年）2月29日 - 車站不可使用交通儲值卡「Trans Pass」。

## 車站構造
車站為一座地面車站，設有2面2線的相對式月台，月台可容納8卡車廂，在名古屋方向月台較狹窄。在東西兩方設有車站大樓，東邊的車站大樓沒有車站職員當值。月台之間設有站內平交道連接。在平交道側邊設有多用途廁所。
| 月台 | 路線   | 上下行 | 方向                   |
| ---- | ------ | ------ | ---------------------- |
| 1    | 河和線 | 下行   | 河和・內海方向         |
| 2    | 河和線 | 上行   | 太田川、名鐵名古屋方向 |

### 配線圖
| ← 太田川、 名古屋方向 | 巽丘站 站內配線略圖 | → 知多半田、 河和方向 |
| 图例 参考文献：       |                     |                       |

## 巴士路線
- 知多巴士（日语：知多バス）東丘團地線巽丘站巴士站
  - 從車站東口迴旋路出發前往東丘、高根台方向。
- 知多市社區巴士（日语：あいあいバス (愛知県)）北部、東部路線巽丘站西巴士站
  - 往朝倉站、八幡台中央、西知多綜合醫院（日语：西知多総合病院）方向。

## 使用狀況
此站位於知多市、阿久比町和東浦町的邊界附近，但量鄰近兩町的使用者較少前往此站乘車。
- 在中提及在2013年度，當時1日平均上下車人次為6,740人，在名鐵所有車站（275站）排名第57，河和線、知多新線（24站）中排名第5[5]。
- 在中提及在1992年度，當時1日平均上下車人次為8,153人，除岐阜市內線均一車費區間內各站（岐阜市內線、田神線、美濃町線徹明町站至琴塚站之間）外名鐵所有車站（342站）中排名第55，河和線、知多新線（26站）中排名第5[6]。
- 根據知多市的統計資料中，以下為近年1日平均上下車人次的列表[7]。在河和線車站中，僅次於太田川站、知多半田站、南加木屋站和青山站，為第5多人次使用的車站。近年由於青山站的使用人次有所增加，因此追越本站。

| 年度               | 1日平均 上下車人次 |
| ------------------ | ------------------ |
| 2008年（平成20年） | 7,061              |
| 2009年（平成21年） | 6,744              |
| 2010年（平成22年） | 6,655              |
| 2011年（平成23年） | 6,601              |
| 2012年（平成24年） | 6,622              |
| 2013年（平成25年） | 6,740              |
| 2014年（平成26年） | 6,500              |
| 2015年（平成27年） | 6,635              |
| 2016年（平成28年） | 6,500              |
| 2017年（平成29年） | 6,463              |
| 2018年（平成30年） | 6,338              |

## 相鄰車站
名古屋鐵道
  河和線
■特急
通過
■特急（部分列車停站）、□快速急行、■急行、■準急
南加木屋（KC03）－巽丘（KC05）－阿久比（KC08）
■普通
八幡新田（KC04）－巽丘（KC05）－白澤（KC06）

## 外部連結
- 巽丘 - 名古屋鐵道